# Om trädgårdsbevattning: Jan Hammarlund sjunger Brecht
Om trädgårdsbevattning: Jan Hammarlund sjunger Brecht är ett studioalbum av Jan Hammarlund, utgivet 1996 på skivbolaget Skördemåne (skivnummer SCD04). Skivan är tonsättningar av Bertolt Brechts dikter.

## Låtlista
1. "Om trädgårdsbevattning"
2. "Plommonträdet"
3. "En häst anklagar"
4. "Kärlekssång från en dålig tid"
5. "Elegie 1939"
6. "Till dem som föds efter oss"
7. "Till de överlevande"
8. "Till den lilla radioapparaten"
9. "Körsbärstjuven"
10. "Finskt landskap"
11. "Om självmordet"
12. "Sången om sankt aldrigerda'n"
13. "Bitten der Kinder"
14. "Till mina landsfränder"
15. "Mein Bruder war ein Flieger"
16. "Liten tiggarvisa"
17. "Vier Liebeslieder"
18. "Lied einer Liebenden"
19. "Sieben Rosen hat der Strauch"
20. "Die Liebste gab mir einen Zweig"
21. "Lov till socialismen"
22. "Modern"
23. "Sången om den lilla vinden"
24. "Sången om Moldau"

## Medverkande
- Jan Hammarlund - sång
- Richard Pilat - piano
- Ola Sundström - gitarr

### Fotnoter
1. ↑  ”Om trädgårdsbevattning: Jan Hammarlund sjunger Brecht”. Progg.se. Arkiverad från originalet den 22 augusti 2010. https://web.archive.org/web/20100822171107/http://www.progg.se/band.asp?ID=17&skiva=21. Läst 1 september 2012.
2. ↑  ”Om trädgårdsbevattning: Jan Hammarlund sjunger Brecht”. Discogs.com. http://www.discogs.com/Jan-Hammarlund-Om-Tr%C3%A4dg%C3%A5rdsbevattning-Jan-Hammarlund-Sjunger-Brecht/release/2572783. Läst 31 augusti 2012.